# Diccionari ortografic, gramatical e morfologic de l'occitan
 (juin 2023).
Si vous disposez d'ouvrages ou d'articles de référence ou si vous connaissez des sites web de qualité traitant du thème abordé ici, merci de compléter l'article en donnant les références utiles à sa vérifiabilité et en les liant à la section « Notes et références ».
Dictionnaire orthographique, grammatical et morphologique de l'occitan
Le Diccionari ortografic, gramatical e morfologic de l'occitan segon los parlars lengadocians/Dictionnaire orthographique, grammatical et morphologique de l'occitan selon les parlers languedociens est un dictionnaire en occitan, à base de languedocien, une œuvre de Josiane Ubaud (Josiana Ubaud). Il a été publié en 2011 par les Éditions Trabucaire. Une seconde édition en trois volumes parait en 2022 aux éditions Vent Terral.

## Le dictionnaire
Josiana Ubaud a travaillé six ans à ce dictionnaire qui rassemble les formes centrales et variantes du languedocien, aussi bien héritées que modernes. Le livre aborde tous les champs lexicaux (scientifique, littéraire, technologique, économique, etc). L'ouvrage qui comporte 1 161 pages, est limité à l'orthographe et la grammaire de 109 000 entrées, aux alternances vocaliques des verbes, à la formation des dérivés. Il intègre les préconisations du CLO (Conseil de la Langue Occitane) et s'appuie généralement sur les solutions pan-romanes en matière de néologismes et terminologie. Il contient tous les noms propres : noms de pays, régions, fleuves, mers, montagnes, villes principales et leurs habitants, prénoms, personnages et héros de l'Antiquité.
Le dictionnaire incorpore des mots de différents dictionnaires :
- Lou Tresor dóu Felibrige de Frédéric Mistral (tous les mots)
- Dictionnaire occitan-français selon les parlers languedociens et Louis Alibert (tous les mots)
- Petit dictionnaire provençal-français, Hambourg, 1909 d'Emil Levy (1 100 entrées)
- Dictionnaire patois-français du département de l'Aveyron (1879) d'Aimé Vayssier (325 entrées)
- Trésor des mots d'un village occitan (1991) d'André Lagarde (750 entrées)
- Glossari occitan-francès de Jean-Frédéric Lebrun à partir du travail de Pierre Azéma (275 entrées)
- Dictionnaire des Institutions des Coutumes et de la Langue en usage dans quelques pays du Languedoc de 1535 à 1648 de Paul Cayla (40 entrées)
- Dictionnaire du Béarnais et du Gascon moderne (1934, réédition de 1974) de Simin Palay (210 entrées)
- Dictionnaire périgourdin (1914) de Jean Daniel
- Dictionnaire Niçois-Français (1952) de Georges Castellana (170 entrées)
- les Atlas Linguistiques du Languedoc
- Articles de journaux et revues occitanistes

L'ouvrage contient une Introduction à la lexicographie occitane, qui détaille les problèmes rencontrés.